# Tuncer İnceler
Tuncer İnceler (* 1. November 1942; † 6. November 1990) war ein türkischer Fußballspieler.

## Karriere
İnceler begann seine Karriere bei Mecidiyeköyspor. Vor der Saison 1962/63 wechselte er zum Erstligisten Feriköy SK. Dort spielte er bis 1966 und wechselte danach zu Galatasaray Istanbul. Mit Galatasaray gewann er im September 1966, den neu eingeführten Cumhurbaşkanlığı Kupası (heute: Türkischer Fußball-Supercup). Nach einer Spielzeit verließ er Galatasaray und wurde Spieler von Vefa Istanbul. Im Sommer 1968 trug İnceler erneut das Gelb-Rote-Trikot von Galatasaray. Am Ende der Saison 1968/69 wurde der Abwehrspieler türkischer Meister und beendete seine Karriere.

## Erfolge
Galatasaray Istanbul
- Türkischer Fußball-Supercup: 1966
- Türkischer Meister: 1969